# 1943年中爪哇地震
1943年中爪哇地震是指1943年7月23日发生于印度尼西亚中爪哇省近海的强烈地震。该次地震震中位于南纬8.591度，东经109.803度，震级为MW 7.0级、Ms 8.1级、震源深度约为60.0千米，最大烈度为8(VIII)度。该次地震共造成213人遇难和2096人受伤。

## 发震背景
由于处于印度洋板块和欧亚板块动力碰撞的影响区，印度尼西亚被广泛地认为是地震多发的国家。印度洋板块以约50至70mm/yr的速度向东北方向运动，与欧亚板块碰撞汇聚于班达弧，形成了巽他—爪哇海沟，并在爪哇和苏门答腊陆块之间形成了绵延3000千米的断裂带和活火山群。
本次地震震中接近爪哇岛南部海域的构造边界，历史上该地区地震活动频繁。2004年12月发生在印度洋东部的MS 8.7级大地震是这一海域有观测记录以来，发生的规模最大的地震，也是有史以来震级最高的地震之一。有地震学家指出，印度洋东部洋域本身具备的海洋深度、断层上下错动的特征十分有利于巨大海啸的发生，因而该地域具有很高的地震与海啸危险性。

## 震害情况
本次地震对整个中爪哇地区带来了灾害。受1943年中爪哇地震影响，213人遇难和2096人受伤。除造成人员伤亡外，至少12600栋建筑在本次地震中倒塌。美国国家海洋和大气管理局将该地震的经济损失列入第3级，即相当于该次地震造成的经济损失大约为500万到2400万美元之间。